# Monika Liu
Monika Liubinaitė, bättre känd under sitt artistnamn Monika Liu, född 9 februari 1988 i Klaipėda, är en litauisk singer-songwriter. 
Hon representerade Litauen i Eurovision Song Contest 2022 i Turin med låten "Sentimentai". Hon framförde sitt bidrag i första semifinalen som sändes den 10 maj. Sedan tävlade hon även i final, där hon kom på fjortonde plats, med Ukraina som vinnare. 